# Augusto Majani
Augusto Majani, detto Nasìca (Budrio, 30 gennaio 1867 – Buttrio, 8 gennaio 1959), è stato un pittore e illustratore italiano.

## Biografia

### Formazione e insegnamento
Augusto Majani, pittore, illustratore, caricaturista, cartellonista, inizia la sua formazione frequentando la Scuola Tecnica e proseguendo all'Accademia di Belle Arti di Bologna. Gli anni della sua formazione romana, con il completamento degli studi all'Accademia e della permanenza nella città dal 1889 al 1894, gli consentirono di entrare in contatto con intellettuali e artisti di fama internazionale come il poeta Giovanni Cena e lo scultore Carlo Fontana e di sviluppare un interesse per la pittura dal vero e la realizzazione di dipinti con paesaggi rurali, notturni e soggetti storici legati alle imprese garibaldine. Dal 1905 sarà poi professore all'Accademia di Belle Arti di Bologna con la cattedra di "Disegno e figura"  e dal 1924 con la cattedra di Pittura, ritirandosi nel 1937 per pensionamento. Saranno suoi allievi Giorgio Morandi, Osvaldo Licini, Giovanni Romagnoli, Alfredo Protti e Bruno Saetti.
Il 2 febbraio 1903 fu iniziato in Massoneria nella Loggia Otto agosto di Bologna, il 20 marzo 1919 divenne Maestro massone.

### Attività artistica
La sua attività artistica si lega sia alla pittura che all'illustrazione e alla caricatura. In l'ambito locale, la collaborazione con riviste bolognesi di satira quali Ehi, ch'al scusa!" a partire dal 1887, Bologna che dorme negli anni 1898 - 1899,  il "Fittone" nel 1910-11, lo resero famoso con lo pseudonimo di Nasìca. Riserverà infatti poi la firma "A. Majani" esclusivamente alla sua produzione pittorica. 
Nel 1888 in occasione della Grande esposizione emiliana tenutasi ai Giardini Margherita di Bologna ne ideò il manifesto e illustrò i numeri speciali dedicati all'evento.
Partito per Roma nel 1889, si avvicinò alla cerchia simbolista di In arte libertas, influenzato da pittori di ambito nazionale come Mario de Maria, Luigi Serra, Giulio Aristide Sartorio, Dante Gabriel Rossetti. Qui realizzò opere di stampo simbolista come Effetto di luna nella campagna romana, ambientato nelle campagne laziali. A causa delle condizioni insalubri del territorio, si ammalò di malaria e fu costretto a tornare in patria. Fece dunque ritorno a Budrio nel 1894, iniziando a partecipare alle esposizioni della Società Francesco Francia, consolidando inoltre la relazione sentimentale con l'allieva pittrice Olga Lugaresi, sua ispiratrice e modella. I due si sposarono nel 1905, dopo un lungo fidanzamento.

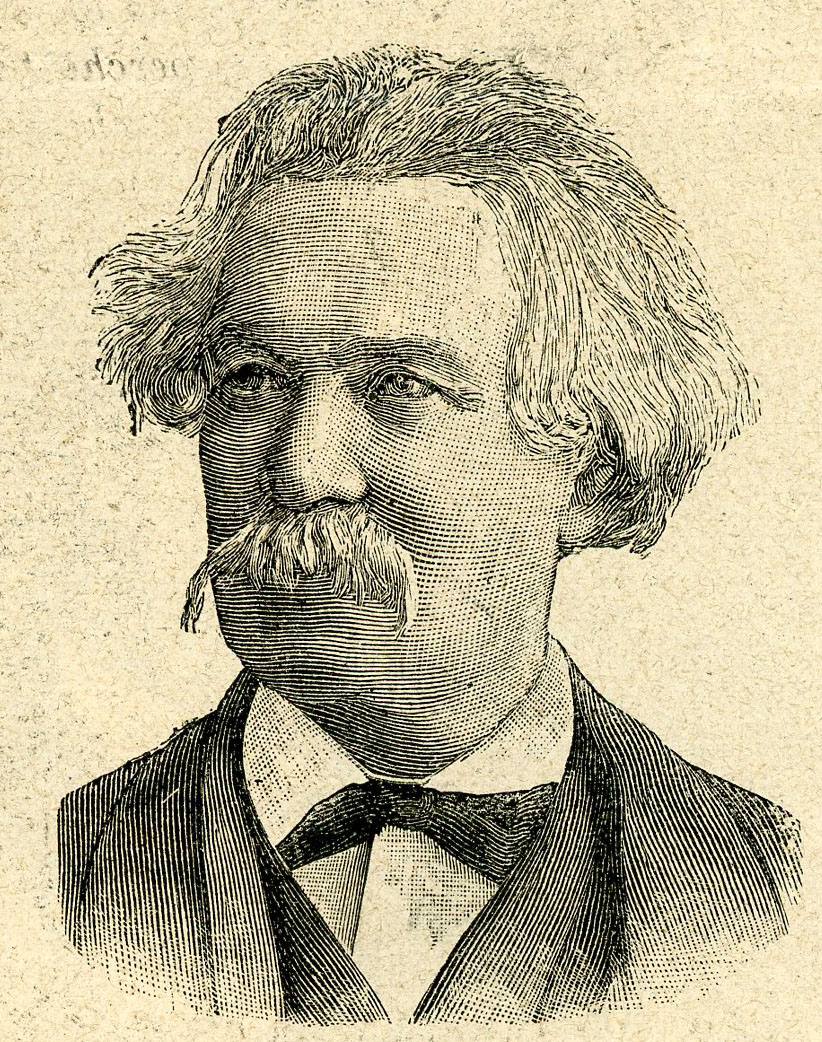
Quirico Filopanti in un ritratto di Augusto Majani

A Budrio dipinse il Ritratto di Filopanti e realizzò nel 1896 una pala d'altare per la Chiesa dei Cappuccini di Budrio raffigurante La Sacra Famiglia con San Francesco, recuperata nel 2004, restaurata e esposta nella chiesa di Sant'Agata a Budrio dal 2012. Sempre del 1896 è I disoccupati (Senza lavoro e senza pane) di proprietà del Comune di Bologna che approfondisce la tematica sociale tanto cara all'artista. I riconoscimenti in ambito pittorico lo portarono a partecipare per undici edizioni alla Biennale di Venezia, negli anni compresi tra il 1897 e il 1924. Nel 1898 realizzò un grande dipinto dedicato alla Battaglia di Mentana, presentato all'Esposizione nazionale di Torino. L'opera fu fondamentale per iniziare una conoscenza con Gabriele D'Annunzio.

Copertina del periodico umoristico Bologna che dorme realizzata da Nasica nel 1899.

Difficili condizioni economiche della famiglia lo spinsero ad ampliare la sua attività di illustratore in giornali e riviste: in particolare iniziò una collaborazione stabile con il quotidiano Il Resto del Carlino e con diverse riviste e case editrici bolognesi. Dal 1900 per la Zanichelli inizia una ricca produzione di copertine e illustrazioni e riprende anche attivamente a lavorare con Alfredo Testoni, per il quale realizza cartelloni, figurini, bozzetti di scena per le sue opere teatrali. Nel 1902 realizzò il manifesto per il VII Congresso Socialista Italiano.  Nel 1911 per la Mostra etnografica di Roma illustrò uno dei pannelli del Padiglione dell'Emilia-Romagna che oggi si trova conservato presso i depositi del MamBO. Il lavoro di illustratore è pressoché ininterrotto nella vita artistica di Majani: con Umberto Tirelli dal 1910 collabora con il settimanale umoristico Il giornale delle beffe e poi con Il Punto. Avanti! della Domenica, Il Secolo XX, Corriere dei Piccoli, Le Vie d'Italia, La Domenica dei ragazzi sono solo alcuni tra i giornali e le riviste con le quali continua a lavorare nei primi decenni del Novecento. Negli anni venti con la Zanichelli e la Famèja Bulgnèisa, Augusto Majani esprime la sua vena umoristica in manifesti, strenne, inviti e menù per incontri conviviali a tema enogastronomici. 
Come scrittore umoristico pubblicherà nel 1925, presso Zanichelli, il raro volume Nei regni della gastronomia, riccamente illustrato anche con caricature dello stesso artista. 
Nello spirito del tempo, in cui gli artisti si occupano delle arti applicate, insegnerà alla Scuola professionale "Regina Margherita" (poi Istituto "Elisabetta Sirani") di Bologna nel corso di "Storia del Costume". 
La sua produzione pittorica intanto risentiva dei luoghi legati ai soggiorni estivi di Augusto Majani: prima in Appennino, a Lizzano in Belvedere, e poi in riviera romagnola. Oltre ai dipinti che ritraggono i paesaggi, le scene di genere e i soggetti storici, Majani realizzerà un grande olio dal titolo L'ombra della Croce. Iniziata nel 1897, questa tavola verrà più volte rivista, ripensata e ritoccata dal pittore che la completerà solo nel 1947. Il dipinto ha nette influenze simboliste di gusto dantesco che sfociano in riferimenti drammatici legati al secondo conflitto mondiale e ad un pessimismo assoluto. In questo quadro, realizzato in un periodo che comprende le due guerre, oggi esposto nella Pinacoteca civica Domenico Inzaghi di Budrio, l'artista esprime la sua profonda sensibilità per i temi della religiosità e del destino dell'umanità. Un'opera drammatica che si apre a molte interpretazioni. Altre tele di forte impatto sono Consummatum Est, del 1911, esposta al Museo dei Frati Cappuccini di Bologna ma anche Estate Montanina del 1912 che fu acquistata dal Re nel 1918 presso la Mostra di arte benefica a Bologna e oggi di proprietà del Segretariato generale della Presidenza della Repubblica. Dopo il pensionamento si trasferirà a Casalecchio di Reno dove abiterà fino al 1950, quando la figlia Franca si sposerà con il conte Gianfranco D'Attimis Maniago e tutta la famiglia si trasferisce a Buttrio, in Friuli, nella tenuta della famiglia D'Attimis Maniago. 
A Buttrio l'artista muore nel 1959, poco dopo la morte della moglie Olga. La sepoltura dei coniugi si trova nel cimitero del paese d'origine a Budrio.

## Mostre postume
Nel 1947, in occasione dei suoi ottant'anni, la Famèja Bulgnèisa e il Circolo artistico di Bologna gli dedicano una mostra antologica e nuovamente nel 1950 una esposizione dei disegni e delle caricature di Majani. Dopo la morte le iniziative di valorizzazione del suo lavoro artistico sono state molteplici a Bologna e in particolare a Budrio, dove nella Biblioteca comunale a lui intitolata e nella Pinacoteca civica si trova gran parte del patrimonio pubblico di dipinti, disegni, materiali a stampa che documentano l'attività di Augusto Majani pittore, illustratore e testimone culturale della propria epoca.
Una personale dedicata solamente alla pittura di Augusto Majani è stata realizzata dall'Associazione Bologna per le Arti dal 4 dicembre 2021 al 30 gennaio 2022 in Palazzo d'Accursio a Bologna dopo più di sessant'anni dall'ultima mostra dedicata ai dipinti dell'artista, realizzata nel 1960 e curata da Italo Cinti, grande estimatore del Majani pittore. Per l'occasione è stato realizzato il catalogo monografico Augusto Majani (1867-1959). La potenza dell'Idea, a cura di Francesca Sinigaglia, che comprende un regesto ragionato di tutte le opere ad olio note del pittore.

## Principali opere

### Come scrittore, illustratore e caricaturista
- Ehi, ch'al scusa!
- Ehi, ch'al scusa all'Esposizione (1888)
- Il Resto del Carlino
- Bologna che dorme
- Caro lei! umoristico settimanale
- Bianco e nero
- Fantasio
- Italia ride
- Il fittone
- Il giornale delle beffe. Settimanale satirico illustrato
- Il pugno di ferro
- Il punto. Settimanale umoristico illustrato
- Il punto su l'I. Settimanale umoristico illustrato
- Avanti! della domenica
- Lo scappellotto elettorale
- Il Pasquino
- La Rana. Giornale umoristico con caricature e disegni a colori
- La voce della democrazia
- Il Secolo XX
- Il Corriere dei Piccoli
- il Giornalino della Domenica
- Novissima
- Le vie d'Italia
- La Domenica dei Ragazzi
- Famèja Bulgnèisa
- Nasica (Augusto Majani) "Nei regni della gastronomia" con caricature in b/n (Zanichelli, Bologna,1925)

### Come pittore
- Ritratto di Filopanti
- Sacra Famiglia con San Francesco d'Assisi, restauro (1896)
- Culmina Fumant (1895)
- I majali di Majani (1895)
- I disoccupati (1896)
- Vittime (1896)
- Battaglia di Mentana (1898)
- L'ombra della croce (1897-1959)
- La secchia rapita (1908-1911)
- Olga e il parasole giapponese (1896)
- Il paesello dorme (1907)
- Consummatum est (1911)
- L'Agricoltura (1911)
- Autoritratto (1927)
- Estate Montanina (1912)
- Il Salvatore del mondo (1922)
- Casa mia (1922)